# 창원시의 국회의원

## 행정구역 변천
- 1945년 8월 15일 경상남도 창원군
- 1955년 9월 1일 창원군 진해읍이 진해시로 승격
- 1973년 7월 1일 창원군 창원면·상남면·웅남면이 마산시에, 웅천면이 진해시에 편입
- 1980년 4월 1일 마산시 구 창원면·상남면·웅남면을 분리하여 창원시 설치, 창원군은 의창군으로 개칭
- 1983년 2월 15일 의창군 웅동면이 진해시에 편입
- 1989년 1월 1일 의창군 천가면이 신설 부산직할시 강서구에 편입
- 1991년 1월 1일 의창군을 창원군으로 개칭
- 1995년 1월 1일 창원시, 창원군 동면·북면·대산면을 통합하여 창원시 설치, 창원군 내서면·구산면·진동면·진북면·진전면은 마산시에 통합
- 2010년 7월 1일 창원시, 마산시, 진해시가 통합하여 '창원시' 설치, 구제 실시로 의창구·성산구·마산합포구·마산회원구·진해구 설치

## 창원시의 역대 국회의원
| 대수         | 이름           | 소속정당   | 임기                               | 선거구역                                                                                                   | 개표결과 |
| ------------ | -------------- | ---------- | ---------------------------------- | --- | -------- |
| 제1대        | 김태수(金泰洙) | 독촉국민회 | 1948년 5월 31일 - 1950년 5월 30일  | 창원군 갑: 진해읍 동면 북면 대산면 상남면                                                                  | 보기     |
| 제1대        | 주기용(朱基鎔) | 무소속     | 1948년 5월 31일 - 1950년 5월 30일  | 창원군 을: 내서면 창원면 웅남면 구산면 진동면 진북면 진전면 웅천면 웅동면 천가면                           | 보기     |
| 제2대        | 김병진(金秉鎭) | 대한청년단 | 1950년 5월 31일 - 1954년 5월 30일  | 창원군 갑: 진해읍 상남면 내서면 웅천면 웅동면 천가면                                                       |          |
| 제2대        | 김봉재(金奉才) | 무소속     | 1950년 5월 31일 - 1954년 5월 30일  | 창원군 을: 구산면 창원면 동면 북면 대산면 진동면 진북면 진전면                                             |          |
| 제3대        | 김성삼(金省三) | 자유당     | 1954년 5월 31일 - 1958년 5월 30일  | 창원군 갑: 진해읍 상남면 내서면 웅천면 웅동면 천가면                                                       |          |
| 제3대        | 이용범(李龍範) | 자유당     | 1954년 5월 31일 - 1958년 5월 30일  | 창원군 을: 구산면 창원면 동면 북면 대산면 진동면 진북면 진전면                                             |          |
| 제4대        | 김형돈(金炯燉) | 자유당     | 1958년 5월 31일 - 1960년 7월 28일  | 창원군 갑: 창원면 구산면 웅남면 상남면 웅천면 웅동면 천가면                                                |          |
| 제4대        | 이용범(李龍範) | 자유당     | 1958년 5월 31일 - 1960년 7월 28일  | 창원군 을: 대산면 동면 북면 내서면 진동면 진북면 진전면                                                    |          |
| 제5대 민의원 | 이양호(李良鎬) | 민주당     | 1960년 7월 29일 - 1961년 5월 16일  | 창원군 갑: 창원면 구산면 웅남면 상남면 웅천면 웅동면 천가면                                                |          |
| 제5대 민의원 | 김봉재(金奉才) | 무소속     | 1960년 7월 29일 - 1961년 5월 16일  | 창원군 을: 대산면 동면 북면 내서면 진동면 진북면 진전면                                                    |          |
| 제6대        | 최수용(崔守龍) | 민정당     | 1963년 12월 17일 - 1967년 6월 30일 | 진해시·창원군 일원(제5선거구)                                                                              |          |
| 제7대        | 조창대(曺昌大) | 민주공화당 | 1967년 7월 1일 - 1971년 6월 30일   | 진해시·창원군 일원(제5선거구)                                                                              |          |
| 제8대        | 황낙주(黃珞周) | 신민당     | 1971년 7월 1일 - 1972년 10월 17일  | 진해시·창원군 일원(제6선거구)                                                                              |          |
| 제9대        | 이도환(李道煥) | 민주공화당 | 1973년 3월 12일 - 1979년 3월 11일  | 마산시·진해시·창원군 일원(제1선거구)                                                                       |          |
| 제9대        | 황낙주(黃珞周) | 신민당     | 1973년 3월 12일 - 1979년 3월 11일  | 마산시·진해시·창원군 일원(제1선거구)                                                                       |          |
| 제10대       | 박종규(朴鐘圭) | 민주공화당 | 1979년 3월 12일 - 1980년 7월 4일   | 마산시·진해시·창원군 일원(제1선거구)                                                                       |          |
| 제10대       | 황낙주(黃珞周) | 신민당     | 1979년 3월 12일 - 1980년 10월 27일 | 마산시·진해시·창원군 일원(제1선거구)                                                                       |          |
| 제11대       | 배명국(裵命國) | 민주정의당 | 1981년 4월 11일 - 1985년 4월 10일  | 창원시·진해시·의창군 일원(제4선거구)                                                                       |          |
| 제11대       | 김종하(金鍾河) | 한국국민당 | 1981년 4월 11일 - 1985년 4월 10일  | 창원시·진해시·의창군 일원(제4선거구)                                                                       |          |
| 제12대       | 배명국(裵命國) | 민주정의당 | 1985년 4월 11일 - 1988년 5월 29일  | 창원시·진해시·의창군 일원(제4선거구)                                                                       |          |
| 제12대       | 황낙주(黃珞周) | 민주한국당 | 1985년 4월 11일 - 1988년 5월 29일  | 창원시·진해시·의창군 일원(제4선거구)                                                                       |          |
| 제13대       | 황낙주(黃珞周) | 통일민주당 | 1988년 5월 30일 - 1992년 5월 29일  | 창원시 일원                                                                                                |          |
| 제13대       | 박재규(朴載圭) | 통일민주당 | 1988년 5월 30일 - 1992년 3월 10일  | 진해시·의창군 일원                                                                                         |          |
| 제14대       | 김종하(金鍾河) | 민주자유당 | 1992년 5월 30일 - 1996년 5월 29일  | 창원시 갑: 의안동 동정동 소계동 팔룡동 명서동 봉곡동 사림동 용호동 신월동 사파동                           |          |
| 제14대       | 황낙주(黃珞周) | 민주자유당 | 1992년 5월 30일 - 1996년 5월 29일  | 창원시 을: 반림동 반지동 대원동 내동 중앙동 가음정동 남산동 성가동 태남동 신촌동 삼귀동                    |          |
| 제14대       | 배명국(裵命國) | 민주자유당 | 1992년 5월 30일 - 1996년 5월 29일  | 진해시·창원군 일원                                                                                         |          |
| 제15대       | 김종하(金鍾河) | 신한국당   | 1996년 5월 30일 - 2000년 5월 29일  | 창원시 갑: 동읍 북면 대산면 의안동 도계동 동정동 소계동 팔룡동 명서1동 명서2동 봉곡동 사림동 용호동 신월동 |          |
| 제15대       | 황낙주(黃珞周) | 신한국당   | 1996년 5월 30일 - 2000년 5월 29일  | 창원시 을: 반림동 반지동 대원동 내동 사파동 상남동 중앙동 가음정동 남산동 대방동 성주동 신촌동 삼귀동      |          |
| 제16대       | 김종하(金鍾河) | 한나라당   | 2000년 5월 30일 - 2004년 5월 29일  | 창원시 갑: 동읍 북면 대산면 의창동 팔룡동 명곡동 봉림동 용지동                                             |          |
| 제16대       | 이주영(李柱榮) | 한나라당   | 2000년 5월 30일 - 2004년 5월 29일  | 창원시 을: 반송동 사파동 상남동 중앙동 가음정동 성주동 웅남동                                              |          |
| 제17대       | 권경석(權炅錫) | 한나라당   | 2004년 5월 30일 - 2008년 5월 29일  | 창원시 갑: 동읍 북면 대산면 의창동 팔룡동 명곡동 봉림동 용지동                                             |          |
| 제17대       | 권영길(權永吉) | 민주노동당 | 2004년 5월 30일 - 2008년 5월 29일  | 창원시 을: 반송동 사파동 상남동 중앙동 가음정동 성주동 웅남동                                              |          |
| 제18대       | 권경석(權炅錫) | 한나라당   | 2008년 5월 30일 - 2012년 5월 29일  | 창원시 갑: 동읍 북면 대산면 의창동 팔룡동 명곡동 봉림동 용지동                                             |          |
| 제18대       | 권영길(權永吉) | 민주노동당 | 2008년 5월 30일 - 2012년 5월 29일  | 창원시 을: 반송동 사파동 상남동 중앙동 가음정동 성주동 웅남동                                              |          |

## 같이 보기
- 창원시 진해구의 국회의원
- 창원시 마산합포구의 국회의원
- 창원시 마산회원구의 국회의원
- 창원시 의창구의 국회의원
- 창원시 성산구의 국회의원
- 마산시의 국회의원
- 진해시의 국회의원